# Alan Aisenberg
Alan Aisenberg (Estados Unidos, 18 de março de 1993) é um ator e produtor de televisão norte-americano, conhecido pela participação na série Orange Is the New Black.